# Légion belge (résistance)
Ne doit pas être confondu avec la Légion Wallonie
La Légion belge est un mouvement de la résistance intérieure belge durant la Seconde Guerre mondiale qui intégrera par la suite l'Armée secrète.

## Historique
Le groupe fut constitué par des officiers de l'Armée belge sous la conduite de Charles Claser. En juillet 1941, ils sont rejoints par l'Armée belge reconstituée de Robert Lentz. Le groupe connaîtra également un pic de recrutement en octobre 1942 lors de l'instauration par les Allemands du STO poussant des centaines de personnes dans la clandestinité. Entre 1941 et 1942, le groupe tente d'établir une jonction avec le Gouvernement belge en exil et le SOE à Londres. Le support et les ressources promises au groupe ne lui parvinrent cependant jamais.
De nombreux membres de l'organisation était clairement identifiés bien à droite dont le fasciste Paul Hoornaert qui sera cependant arrêté par les Allemands en raison de son appartenance au groupe et parce qu'il était membre de sa Légion Nationale. On y retrouvait un nombre important de rexistes qui bien qu'étant fascistes préféraient voir instaurer en Belgique un État indépendant fasciste sous le commandement de Léopold III plutôt que d'être un État satellite du Troisième Reich.

## Fusion
En 1942, le groupe change son appellation pour Armée de Belgique. En juin 1944, elle se dissout dans l'Armée secrète. 

## Commandement
- Charles Claser (1941-1942)
- Jules Bastin (1942-1943)

### Reconnaissance
- Le groupe ne sera pas reconnu en tant que tel en raison de la fusion intervenue en 1944.